# Jacques Antoine
Jacques Antoine (* 14. März 1924 in Neuilly-sur-Seine; † 14. September 2012) war ein französischer Fernseh- und Radiojournalist. 
Antoine war von 1963 bis 1977 Programmdirektor von Télé Monte-Carlo. Bekannt wurde er u. a. durch die von ihm 1990 entwickelte Fernsehspielshow Fort Boyard, aber auch schon zuvor durch den Rätselflug (1980). Als Buchautor arbeitete Antoine mehrfach mit Pierre Bellemare zusammen.